# Eberhard Bosslet
Eberhard Bosslet (Espira, 8 de juliol de 1953) és un artista alemany, especialitzat en arts visuals i disseny, pintura, escultura, instal·lacions i fotografia, establert des de 1981 a les illes Canàries.

## Biografia
Bosslet va estudiar pintura a l'Acadèmia de les Arts de Berlín de 1975 a 1982. Des de 1997 és professor d'escultura i conceptes espacials a l'Escola Superior de Belles Arts de Dresden.
A finals dels anys 70 va començar a treballar amb instal·lacions, reforçant les escultures tridimensionals. L'obra d'Eberhard Bosslet abasta disciplines tan variades com la pintura, l'escultura, la instal·lació artística, intervenció i fotografia.
Des de començaments dels anys 80 va començar a interessar-se per l'arquitectura d'interiors i, a la vegada, pel concepte d'intervenció de l'espai a l'aire lliure. Això ha permès a Bosslet desenvolupar obres plàstiques de forma molt original, al voltant de la construcció i l'habitatge, amb exteriors i interiors, espais privats i públics, la qual cosa ha contribuït a consolidar la seva reputació artística a nivell internacional.

## Exposicions
Selecció d'exposicions individuals destacades.
- 1985 Intervenciones, Fundación Miró, Barcelona
- 1986 Wilhelm-Lehmbruck-Museum, Duisburg, D
- 1987 Heidelberger Kunstverein, D
- 1988 John Gibson Gallery, New York, USA
- 1989 Neue Nationalgalerie Berlin, D
- 1990 John Gibson Gallery, New York, USA
- 1993 Kunsthal Rotterdam, Hollandia, NL
- 1994 Öffentliche Ordnung, Kunstverein Speyer, D
- 1995 Interventionen II, VERBAU, Sprengel Museum Hannover, D
- 1995 PLANEN, Kunstverein Heilbronn, D
- 1998 Fundamental wie Bilateral, Kunsthalle Mannheim, D
- 2000 Trabanten, Galerie Bochynek, Düsseldorf, D
- 2000 John Gibson Gallery, NY, USA
- 2002 Analoge Scheiben, Galerie Bochynek Düsseldorf, D
- 2004 Okkupanten, Künstlerhaus Bregenz, Palais Thurn und Taxis, A
- 2006 Work Groups, Stadtgalerie Saarbrücken y Backnang, D
- 2009 Additive, Kunstverein Ingolstadt, D
- 2011 Stump Stools, en el Atrium del Albertinum, Dresden, D
- 2012 Dingsda, Saarland Museum, Saarbrücken, D

## Galeria

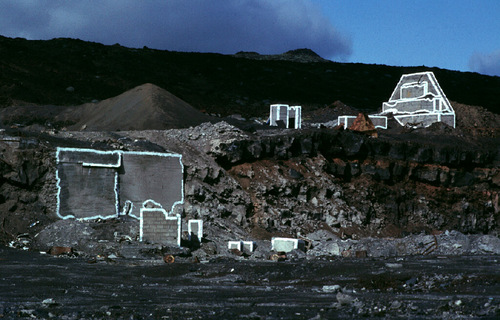
Debujo de obra, La Restinga II, El Hierro, 1983
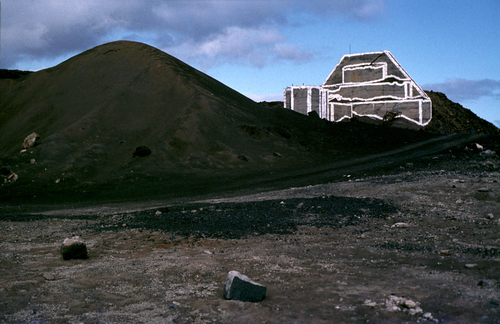
Debujo de obra, La Restinga II,1983
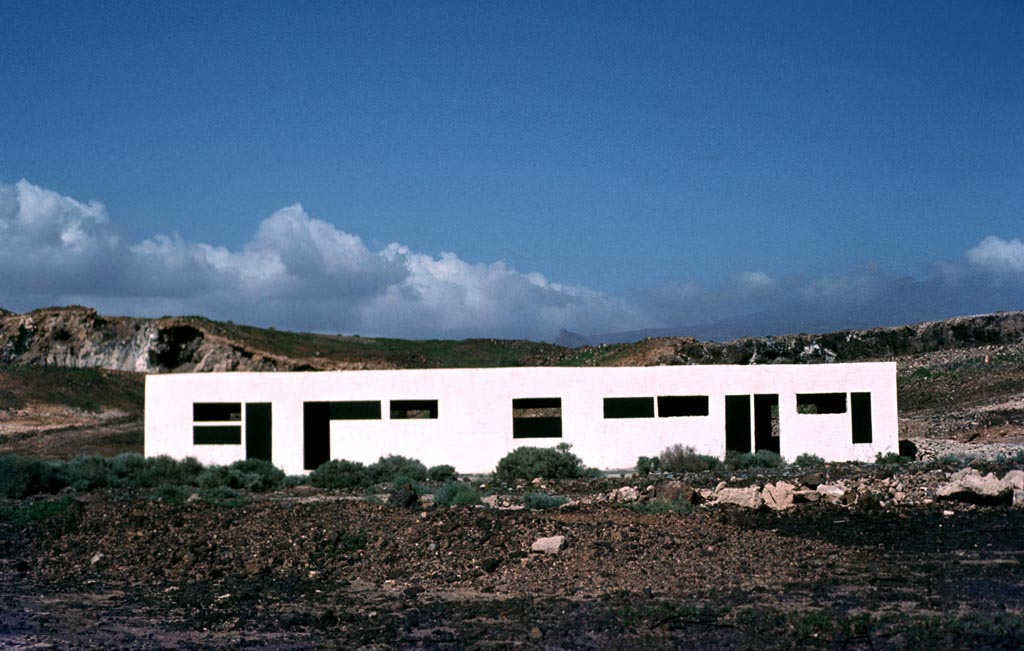
Concomitancia II, El Guincho, 1984 Tenerife
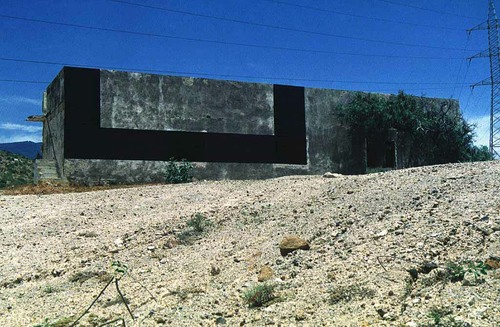
Concomitancia VII, Guimar,Tenerife, 1990
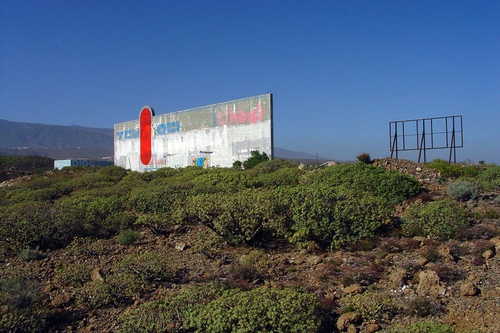
Concomitancia X, Tajao, Tenerife, vista sur, 2006
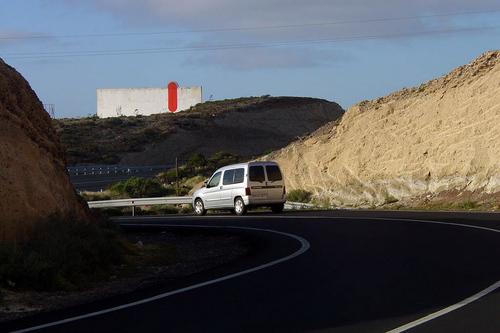
Concomitancia X, vista norte, 2006
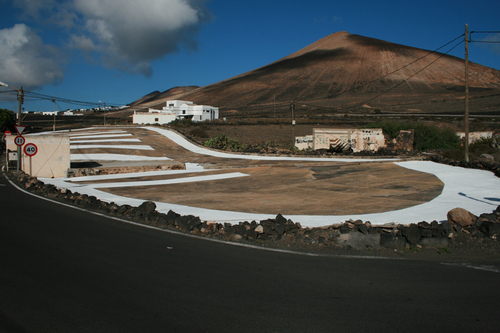
Concomitancia XI, La Era Tias, Lanzarote, 2008
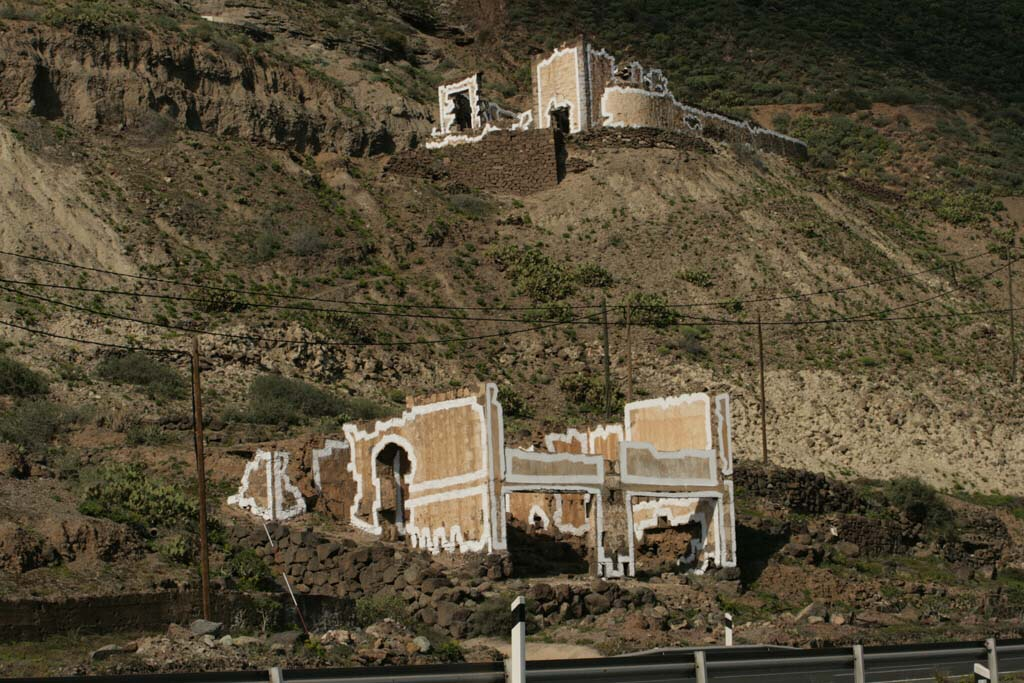
Reformación VII, Las Palmas, Gran Canaria, 2009
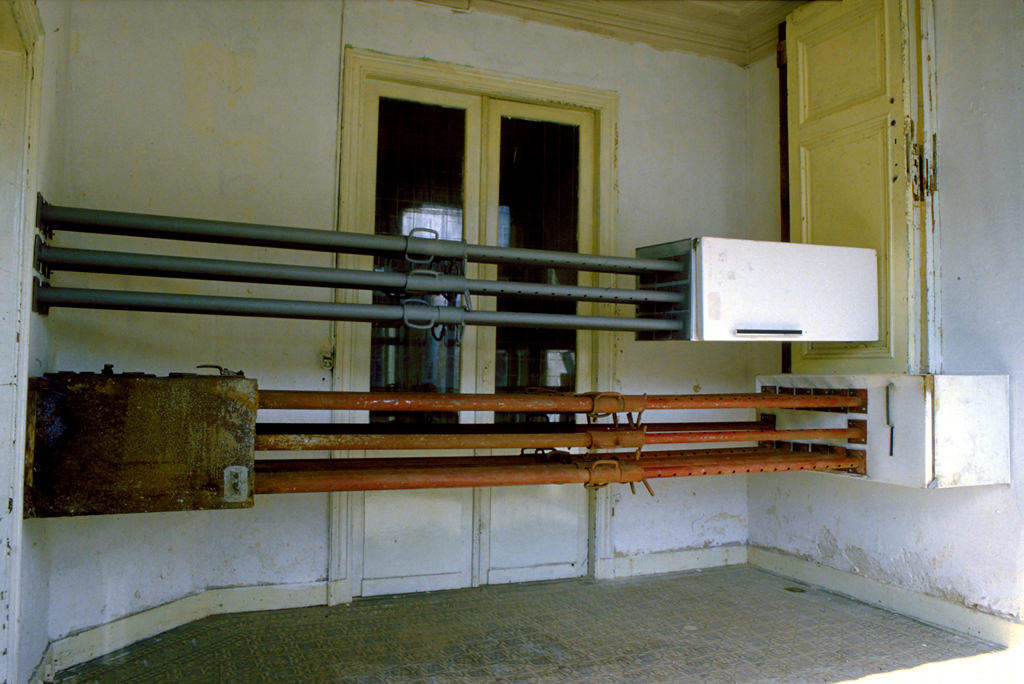
UM-ANT-Expander, Antwerpen 1985
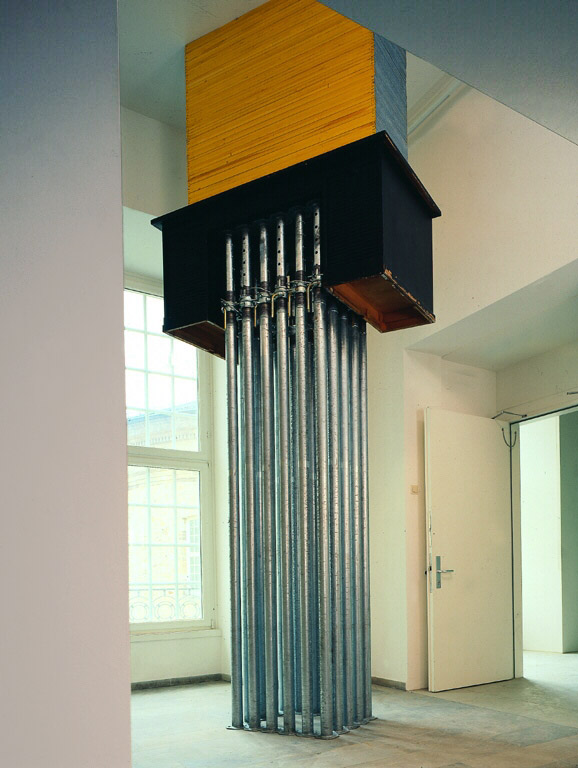
Anmaßend I, documenta 8, Kassel, 1987
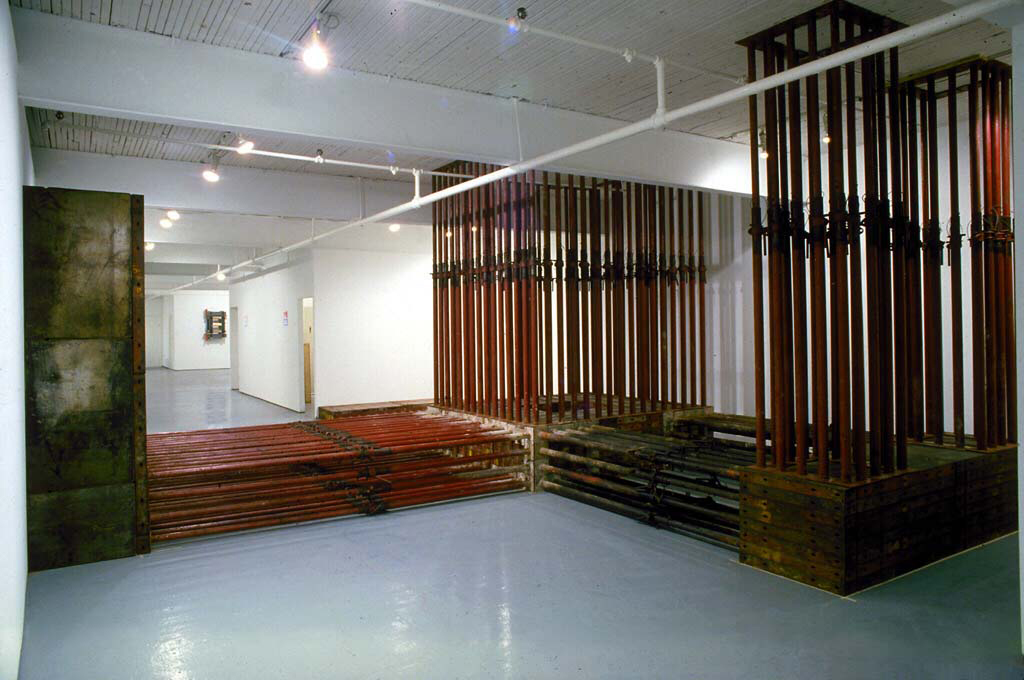
Supporting Measures at Mercer Union, Toronto, 1988
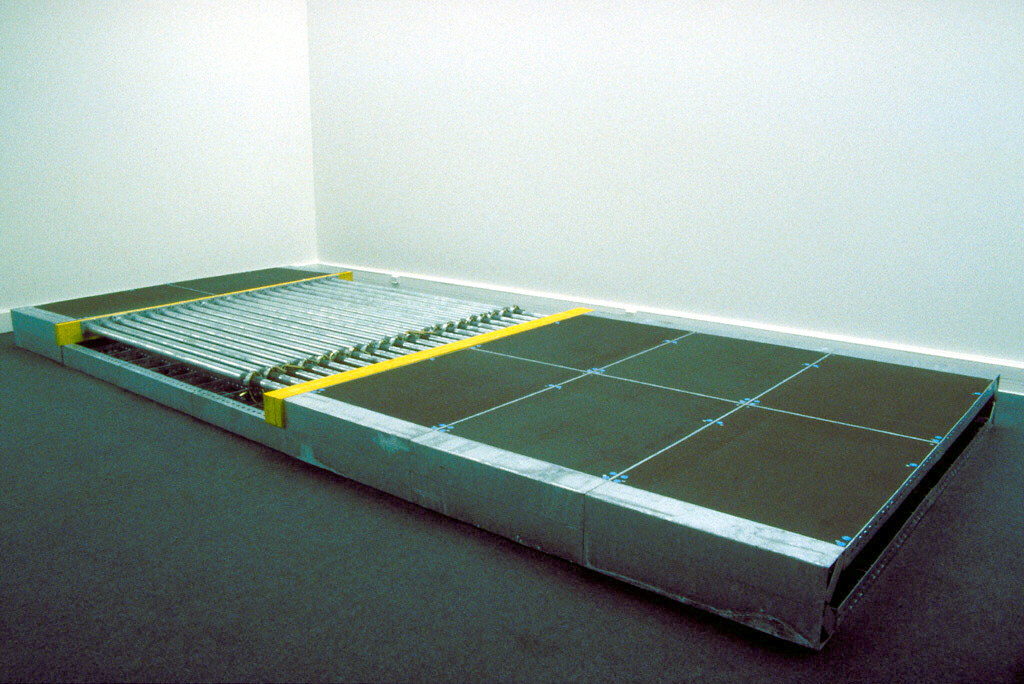
Modulare Struktur - Flach, Prato, 1988
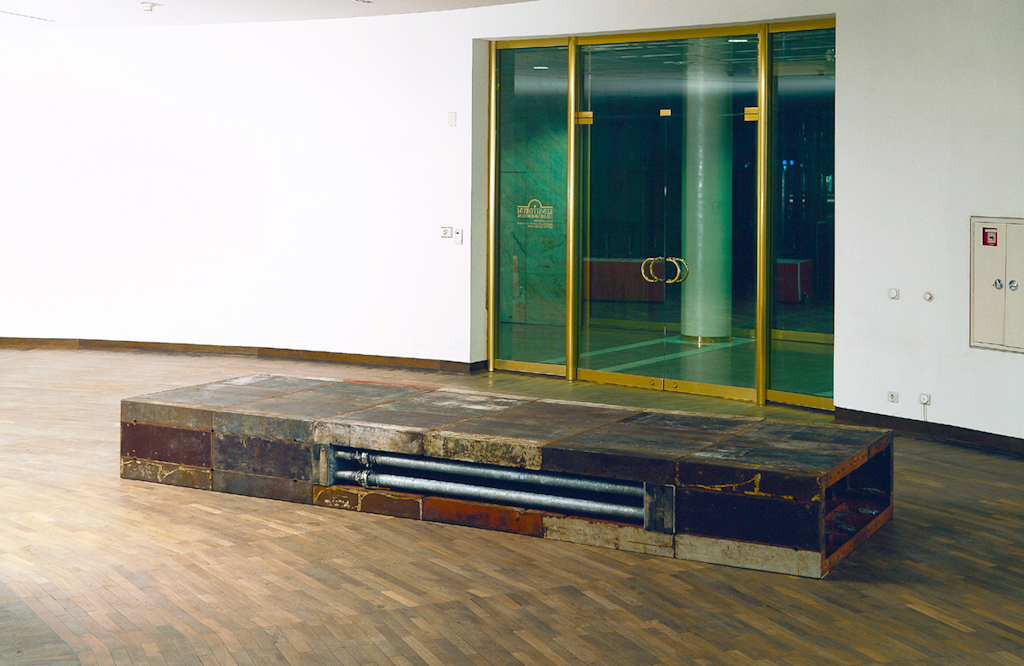
Modulare Struktur - Raster B3/89, Berlin, 1989
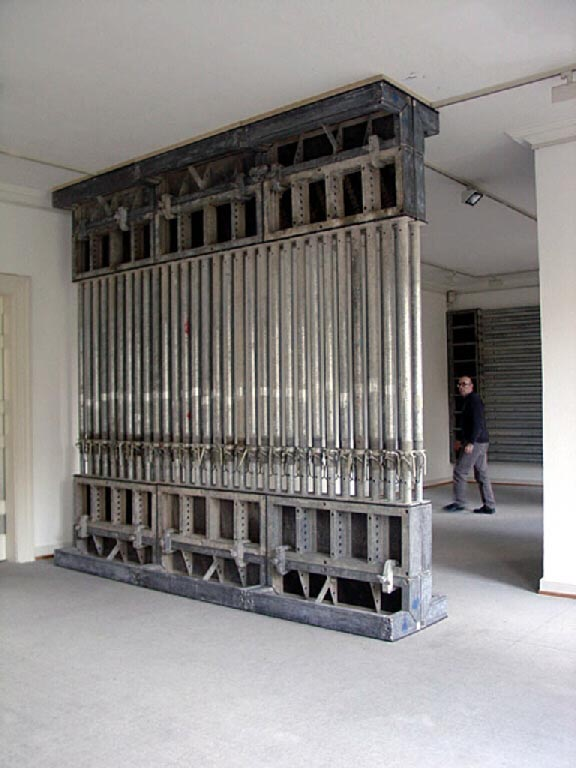
UM Bregenz 90/04,Thurn & Taxis Palais, 2004
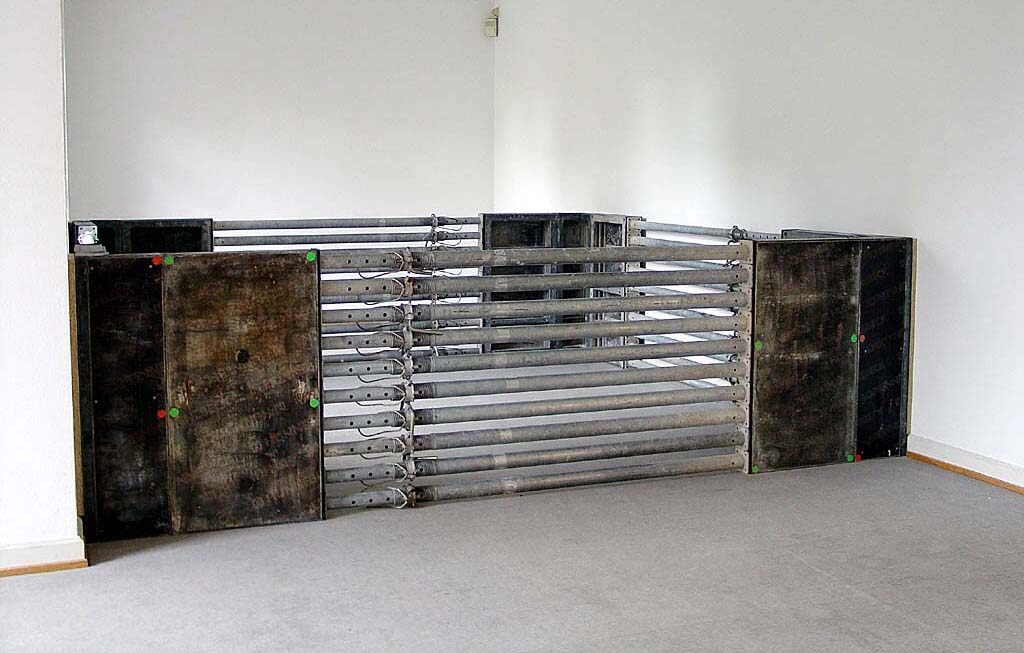
Stallung Bregenz 90/04,Thurn & Taxis Palais, 2004
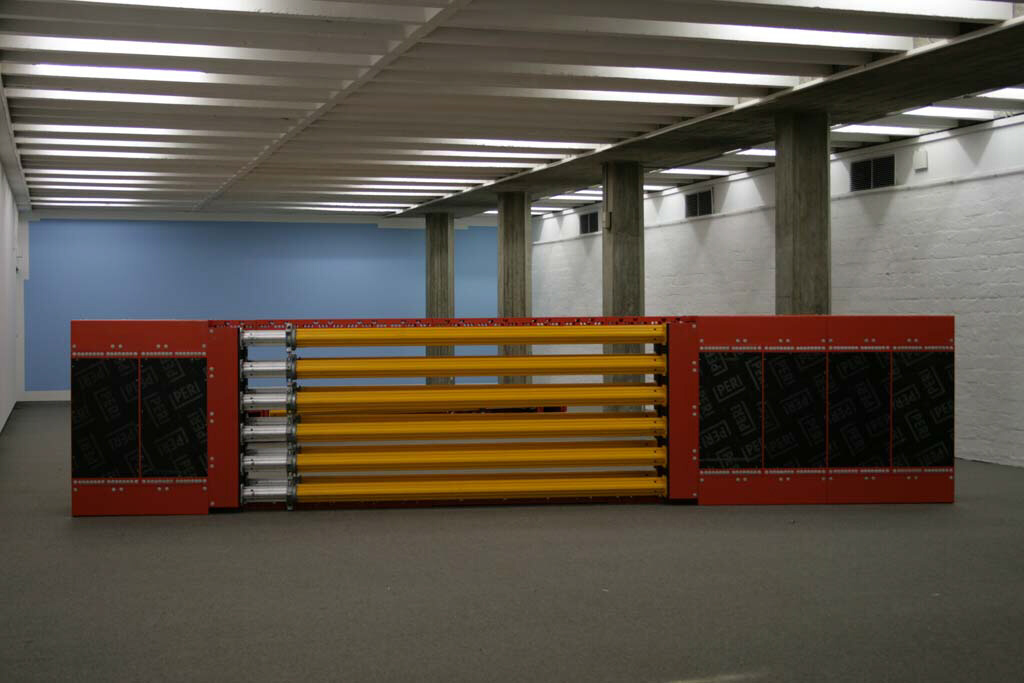
Modulare Struktur - Hochkant 90/09 KV-IN-PERI, Ingolstadt 2009